# Satif
Satif (arab. سطيف; fr. Sétif; łac. Sitifis) – miasto w północno-wschodniej Algierii, ośrodek administracyjny wilajetu Satif. Liczy około 325 tys. mieszkańców. Działa w nim przemysł spożywczy, cementowy oraz odzieżowy.

## Miasta partnerskie
- Aleppo, Syria
- Kair, Egipt
- Tanger, Maroko
- Rennes, Francja